# Titularbistum Tepelta
Tepelta ist ein Titularbistum der römisch-katholischen Kirche.
Es geht zurück auf einen untergegangenen Bischofssitz in der gleichnamigen antiken Stadt, die in der römischen Provinz Africa proconsularis (heute nördliches Tunesien) lag. Der Bischofssitz war der Kirchenprovinz Karthago zugeordnet.
| Titularbischöfe von Tepelta |                                                 | |                   |                    |
| Nr.                         | Name                                            | Amt | von               | bis                |
| 1                           | Joseph Matthew Breitenbeck                      | Weihbischof in Detroit (USA)                                                                                           | 18. Oktober 1965  | 15. Oktober 1969   |
| 2                           | Eugéne Cornelius Arthurs IC                     | emeritierter Bischof von Tanga (Tansania)                                                                              | 15. Dezember 1969 | 10. August 1976    |
| 3                           | Daniel Anthony Hart                             | Weihbischof in Boston (USA)                                                                                            | 24. August 1976   | 12. September 1995 |
| 4                           | Carlos Verzeletti                               | Weihbischof in Belém do Pará (Brasilien)                                                                               | 15. Mai 1996      | 29. Dezember 2004  |
| 5                           | Henryk Hoser SAC Titularerzbischof pro hac vice | beigeordneter Sekretär der Kongregation für die Evangelisierung der Völker und Präsident der Päpstlichen Missionswerke | 22. Januar 2005   | 24. Mai 2008       |
| 6                           | Nicolás Baisi                                   | Weihbischof in La Plata (Argentinien)                                                                                  | 8. April 2010     | 8. Mai 2020        |
| 7                           | Luis Alberto Huamán Camayo OMI                  | Weihbischof in Huancayo (Peru)                                                                                         | 21. Mai 2021      | 12. Februar 2024   |
| 8                           | Alexandre Coutinho Lopes de Brito Palma         | Weihbischof in Lissabon (Portugal)                                                                                     | 14. Juni 2024     |                    |